# Gavar (unidad administrativa)
Gavar (en armenio: Գավառ) es una unidad administrativo-territorial de la Armenia histórica.
Históricamente, la formación de las fronteras de los gavares de la Gran Armenia se basa en principios geográficos, políticos, subétnicos y genealógico-hereditarios (najarares). Según el Ashkharhats'uyts (en armenio: Աշխարհացույց, lit. «Atlas Mundial"), cada naangue de Armenia (ascar) estaba dividida administrativamente en una serie de gavares, que a menudo representaban el dominio de una u otra dinastía nacarar, o de una región geográfica separada.